# سیارک ۲۰۲۹۲
سیارک ۲۰۲۹۲ (به انگلیسی: 20292 Eduardreznik، نامگذاری:1998FV70) بیست هزار و دویست و نود و دومین سیارک کشف شده‌است که در ۲۰ مارس ۱۹۹۸ کشف شد.
قدر مطلق سیارک برابر ۱۲.۳ است.